# Papilliodorvillea gardineri
Papilliodorvillea gardineri är en ringmaskart som först beskrevs av Crossland 1924.  Papilliodorvillea gardineri ingår i släktet Papilliodorvillea och familjen Dorvilleidae. Inga underarter finns listade i Catalogue of Life.